# Bercsényi Ferenc
Székesi gróf Bercsényi Ferenc Antal (Lunéville, 1744. január 17. – London, 1810. január 25.) huszárezredes, főlovászmester, lovastábornok.

## Élete
Gróf Bercsényi László Ignác marsall és Anne Catherine Girard de Wiet legfiatalabb gyermekeként született a franciaországi Lunévilleben. Bátyja, Miklós 1762-es hősi halála után Ferenc a Bercsényi-huszárok ezredese lett. 1768-ban Lotaringia és Du Bar főlovászmestere, 1784-ben pedig már lovastábornok lett. 1789-ben XVI. Lajosnak és feleségének, Mária Antóniának hű és bizalmas embereként a király öccsével, Artois gróffal együtt az uralkodó Bécsbe küldte.

## Családja
Kétszer nősült, első neje Anna Louise Adelaide de Pange márkinő volt, de a házasságuk gyermektelen maradt. Másodszor 1744-ben Prudence Thérése Adélaide de Santo Domingo márkinőt vette el, két gyermekük született:
- Klementina Magdolna Valentina (1778–?); férje: Emmanuel d’Hennezel gróf
- László János Fülöp (1781–1835) később alezredesi rangig jutott